# 俄占乌克兰当局旗帜列表
此列表为俄乌战争期间亲俄政府及俄罗斯占领区所使用的旗帜列表。

## 克里米亞共和國
克里米亞國旗於1992年克里米亞自治共和國開始使用，2014年俄羅斯侵占克里米亞後沿用於其建立的不受國際承認的克里米亞共和國，但旗幟中采用的藍色與烏克蘭原旗幟的藍色有區別。

俄占克里米亞共和國旗帜

## 顿涅茨克人民共和国

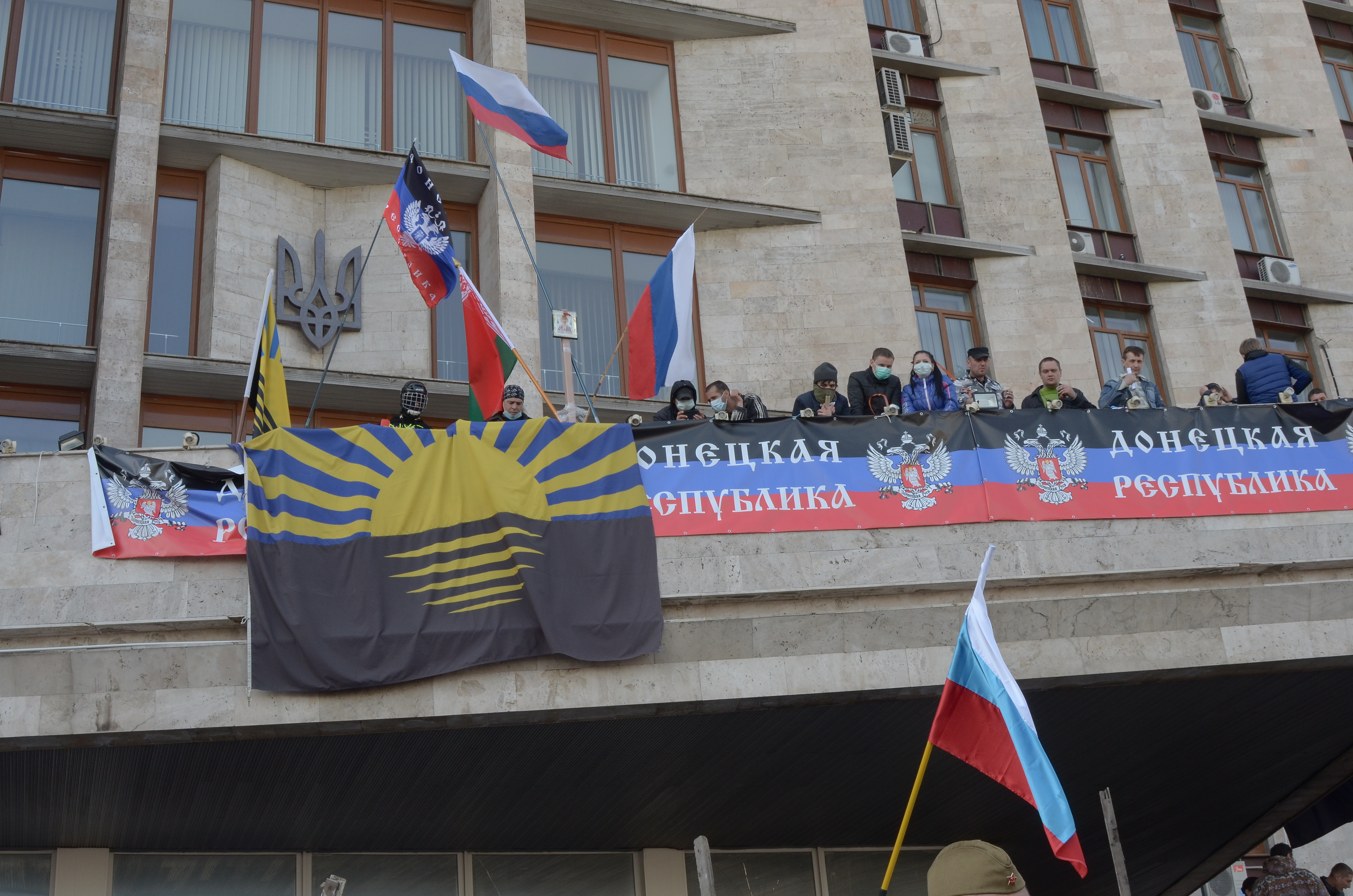
2014年4月7日顿涅茨克的亲俄抗议者。 顿涅茨克人民共和国第一面旗帜的变体出现在俄罗斯国旗、白俄罗斯国旗和顿涅茨克州旗等其他旗帜中。

顿涅茨克人民共和国政府称国旗与国号中的“人民共和国”皆来源于顿涅茨克-克里沃罗格苏维埃共和国。 然而，没有证据表明1918年有任何这样的旗帜，它很可能是以顿巴斯国际运动的旗帜为基础的，这是一个苏联反独立组织，于1989年8月在顿涅茨克大学成立。
最初的国旗上还印有共和国的盾徽，并于旗帜中间写着“顿涅茨克罗斯” (俄语：Донецкая Русь) ，它与顿涅茨克人民共和国执政党顿涅茨克共和国的旗帜相同，同时保留了“顿涅茨克共和国”字样(俄語：Донецкая Республика)。 自2014年4月7日以来，亲俄抗议者和顿巴斯人民民兵的分离主义者使用了一种更简单的白色双头鹰变体。
2014年10月出现了第二面国旗，旗上写着“顿涅茨克人民共和国”（俄語：Донецкая Народная Республика），上面有一只新的双头鹰，与俄罗斯的盾徽差异较大。这面旗帜似乎被分离主义者更为显著地使用，甚至在2014年的选举中出现在投票箱上。2017年后，没有铭文或纹章的简化黑色、蓝色和红色三色开始被采用。

基于政党顿涅茨克共和国的顿涅茨克人民共和国第一面国旗[6][7][需要明確引用]
2014年4月7日的第一面国旗变体
2014年4月至6月期间的备选标志变体
顿涅茨克人民共和国第二面国旗（2014年10月——2017年）[8]
顿涅茨克人民共和国现国旗[9]

## 卢甘斯克人民共和国
有几面旗帜曾被用来代表卢甘斯克人民共和国。第一面国旗的设计与顿涅茨克人民共和国使用的国旗相似，主要区别在于顶部条纹是淡蓝色或天蓝色，这是1950年至1992年乌克兰苏维埃社会主义共和国国旗中使用的颜色，而不是黑色。它有一个不同的盾徽，并写有卢甘斯克共和国（俄语：Луганская Республикa）。最初用于顶部条纹的浅蓝色色调可能受到卢甘斯克市旗中使用的蓝色色调的启发。第二个在2014年10月使用，用卢甘斯克人民共和国的缩写取代了上述文本。2014年11月2日，共和国采用了一面新国旗，与以前的国旗相似，但没有纹章。

2014年5月9日的第一面旗帜[10][11]
卢甘斯克人民共和国第一面旗帜的变体，在2014年10月之前主要由俄罗斯控制的分离主义者使用[12][13]
卢甘斯克人民共和国的第二面旗帜(2014年10月—2017年)[14][15]
卢甘斯克人民共和国的第三面旗帜（2017）
卢甘斯克人民共和国现国旗[16]

## 赫尔松州
俄罗斯最初于2022年初占领了赫尔松州的大部分地区，但被迫从第聂伯河右岸撤退，于11月放弃了赫尔松市。
俄罗斯总统弗拉基米尔·普京和俄占赫尔松州长弗拉基米尔·萨尔多签署了赫尔松州加入俄罗斯的协议，在签署协议时，人们看到了俄占赫尔松旗帜，但在白色条纹的中间，是1803年的赫尔松盾徽，由金色橡树枝和蓝色丝带支撑，上面是皇冠。

俄占赫尔松旗帜
俄占赫尔松盾徽
俄占赫尔松盾徽（2022年9月30日前

## 扎波罗热州
俄罗斯于2022年至今占领大部分扎波罗热州。 
在占领的最初几个月，占领当局使用乌克兰扎波罗热州盾徽的变体（乌克兰语的扎波罗热州被替换成俄语扎波罗热州）。 尽管在2022年5月25日，它被1811年扎波罗热市的纹章所取代（当时称为亚历山大罗夫斯克），该市于2003年再次采用了这一纹章。由于“历史”原因，与哥萨克有关的品红色被红色取代。
2022年9月30日，俄罗斯宣布吞并扎波罗热州，尽管只控制了该州的一部分。 在俄罗斯总统弗拉基米尔·普京与俄占扎波罗热州州长叶夫根尼·巴利茨基在莫斯科举行的签字仪式上，扎波罗热州州旗呈现为绿色和红色的双色旗，1811年的亚历山大罗夫斯克（当时的扎波罗热）盾徽位于中间。

俄占扎波罗热旗帜
俄占扎波罗热盾徽
俄占扎波罗热盾徽（2022年5月25日前）

## 历史上的分离主义旗帜

### 哈尔科夫人民共和国
哈尔科夫人民共和国（俄语：Харьковская Народная Республика）是2014年乌克兰亲俄动乱期间乌克兰哈尔科夫州短命的分离主义政权。其创建于2014年4月7日，当时亲俄抗议者冲进哈尔科夫的政府大楼，宣布成立“哈尔科夫人民共和国”。几天后，乌克兰当局重新控制哈尔科夫。

哈尔科夫人民共和国国旗[25]
哈尔科夫人民共和国非官方旗帜变种
俄占哈尔科夫旗帜[26]
哈尔科夫人民共和国国徽与俄占哈尔科夫盾徽

### 敖德萨人民共和国
敖德萨人民共和国（俄语：Одесская Народная Республика）是2014年乌克兰亲俄动乱期间乌克兰敖德萨州短命的分离主义政权。2014年4月16日，小绿人宣布“敖德萨人民共和国”成立并公布旗帜。乌克兰随后重新全面控制敖德萨。

敖德萨人民共和国国旗
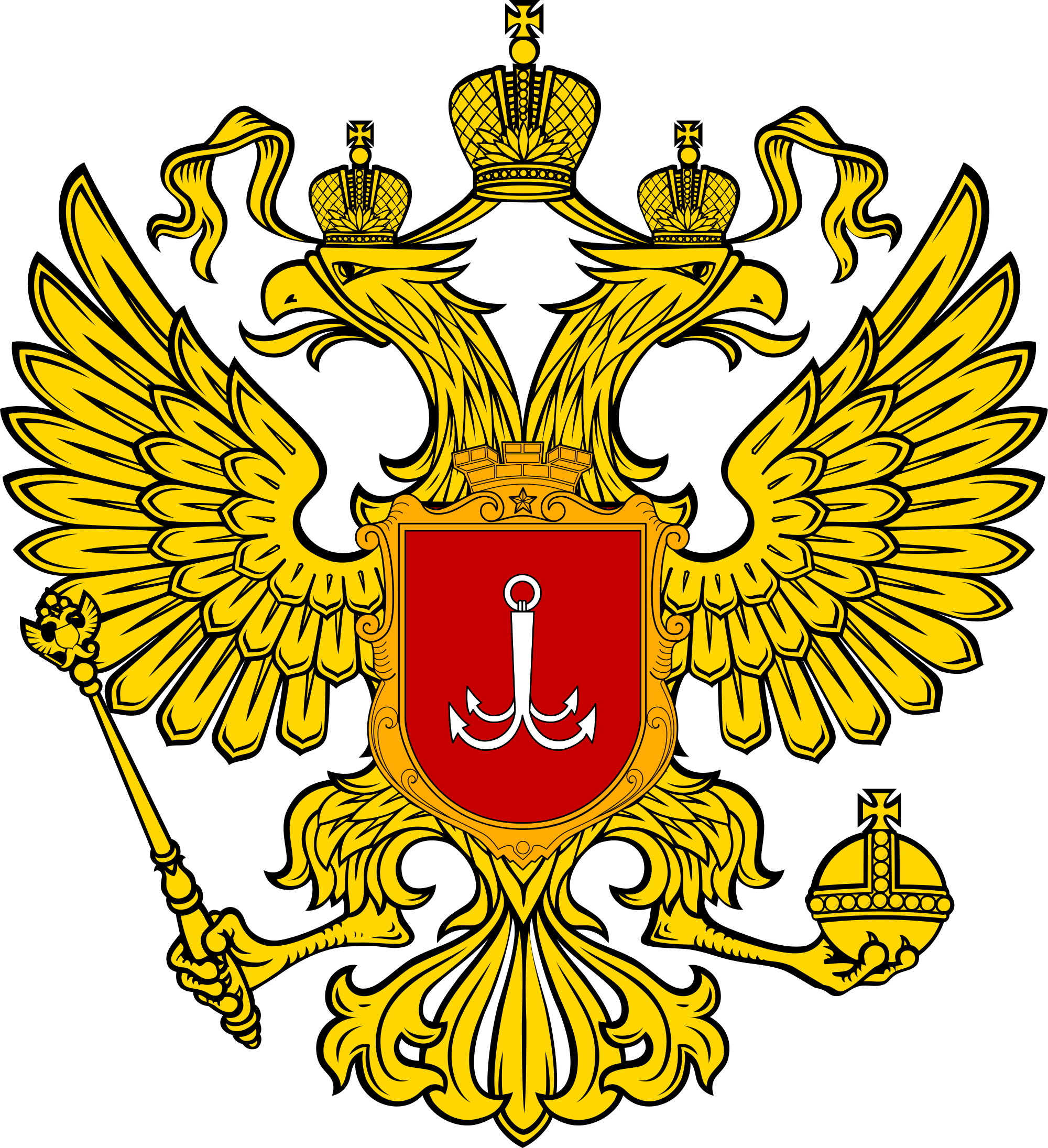
敖德萨人民共和国国徽

### 新俄罗斯
新俄罗斯（俄语：Новopоссия）是顿涅茨克人民共和国和卢甘斯克人民共和国组成的一个未被承认的邦联，声称拥有乌克兰东部顿巴斯地区顿涅茨克州和卢甘斯克州的领土。2015年5月20日，新俄罗斯邦联解散。

新俄罗斯支持者使用的旗帜
带有盾徽的新俄罗斯国旗
奥列格·察列夫提议的新俄罗斯国旗
新俄罗斯盾徽

战旗以俄罗斯帝国海军旗为原型。2014年3月20日，在基辅担任政治记者的Oleksandr Chalenko在《消息报》发表的一篇文章中描述了这面旗帜，并解释了它的象征意义： “这是一面带有蓝色圣安德鲁十字的红旗。俄罗斯海军的旗帜。海军在历史上新俄罗斯的出现和建立中发挥了重要的军事作用。”
2014年8月13日，奥列格·察列夫赠送了一面白-黄-黑三色旗，作为顿涅茨克和卢甘斯克人民共和国联盟的潜在旗帜。 这就像一面倒置的罗曼诺夫旗，是1858年至1883年俄罗斯帝国的国旗。
有人指出，这面旗帜的设计类似于美国南部邦联的海军旗，也被称为“迪克西旗”。乌克兰政治分析家米哈伊尔·帕夫利夫被认为创造了这面旗帜；帕夫利夫解释说，他只是在网上的某个地方偶然发现了这面旗帜，新俄罗斯党领导人帕维尔·古巴列夫后来把它捡了起来。然而，古巴列夫表示，国旗的灵感来自18世纪哥萨克使用的横幅。实际上，这面旗帜是塞米勒支哥萨克旗和圣安德鲁旗的组合。